# Jiří Oliva (politik TOP 09)
Jiří Oliva (* 15. dubna 1952 Litomyšl) je český vysokoškolský pedagog, lesník a politik, od září 2012 do srpna 2013 místopředseda Poslanecké sněmovny Parlamentu České republiky. Poslancem byl zvolen v Královéhradeckém kraji za stranu TOP 09 v parlamentních volbách 2010. Působí také jako člen předsednictva TOP 09.

## Životopis
Narodil se v roce 1952 v Litomyšli v rodině soukromého zemědělce. Po ukončení základní školy maturoval na SVVŠ v Litomyšli a vystudoval Lesnickou fakultu VŠZ v Brně.
V letech 1992 až 2003 vedl státní podnik Lesy České republiky.
Na Celostátním ustavujícím sněmu strany, konaném 27. a 28. listopadu 2009, byl zvolen členem předsednictva TOP 09. Funkci zastával až do listopadu 2015. Na 5. sněmu strany v listopadu 2017 byl opět zvolen členem předsednictva strany, získal 131 hlasů. Funkci zastával do listopadu 2019.
Dne 5. září 2012 byl zvolen místopředsedou Poslanecké sněmovny, kde nahradil svou stranickou kolegyni Vlastu Parkanovou.
Ve volbách do Senátu PČR v roce 2014 kandidoval za TOP 09 a STAN v obvodu č. 45 – Hradec Králové. Se ziskem 7,92 % hlasů skončil na 6. místě a nepostoupil tak ani do druhého kola.
Jiří Oliva je ženatý a má čtyři děti.

## Kauza odvolání z Lesů ČR
Jiří Oliva vedl Státní podnik Lesy ČR od jeho založení v roce 1992, kdy ho do funkce dosadil tehdejší místopředseda vlády Josef Lux.
V září 2003 jej, bezprostředně po návratu z dovolené, odvolal tehdejší ministr zemědělství Jaroslav Palas.
Ing. Oliva uvedl pro ČTK, že mu nebyly sděleny důvody odvolání a že v minulosti nezaznamenal žádné problémy, které by k tomu měly vést, a nemá pro to vysvětlení.
Dodatečné zveřejnění předběžných závěrů prověrky NKÚ označil ing. Oliva za neprofesionální a účelové gesto, jímž se ministr snažil obhájit personální změny.
Olivu ve funkci generálního ředitele LČR vystřídal Kamil Vyslyšel, který vypsal kontroverzní tendry na lesnické práce.